# Johannes Flögel
Johannes Flögel (* 1. Juni 1901 in Schellerten bei Hildesheim; † 7. Juli 1971 in Hildesheim) war ein deutscher Politiker (CDU) und Abgeordneter des Niedersächsischen Landtages.

## Leben
Flögel besuchte erst die Volksschule und dann das Gymnasium und die höhere Landwirtschaftsschule. Nach einer Ausbildung zum Landwirt absolvierte er erfolgreich ein Studium in Göttingen. Ab 1933 bewirtschaftete er den elterlichen Hof. 1934 wurde Flögel als Mitglied des Stahlhelms in die SA-Reserve II überführt. Zum 1. Mai 1937 trat er der NSDAP bei (Mitgliedsnummer 4.061.442). Im selben Jahr wurde er, vermutlich wegen fehlenden Engagements, aus der SA ausgeschlossen.
Vor dem Entnazifizierungs-Ausschuss Hildesheim behauptete Flögel 1948, er sei als SA-Mitglied „zwangsläufig in die Partei aufgenommen“ worden. In der Nachkriegszeit wurde Flögel Bürgermeister und Gemeindedirektor von Dinklar, heute Gemeinde Schellerten. Ab 1952 war er Vorsitzender des Kreisverbandes der CDU und Mitglied des Kreistages. Er war Vorsitzender der Landkrankenkasse Marienburg und Vorsitzender der Vertreterversammlung der Landkrankenkassen Niedersachsens. Weiterhin war er noch tätig in den Organen der Hauptgenossenschaft Hannover, der Zentralmolkerei Hildesheim und der Spar- und Darlehnskasse Dinklar. Er war Vorstandsmitglied des Wasserbeschaffungsverbandes Peine/Salzgitter und stellvertretender Vorsitzender des Vorstandes der Zuckerfabrik Dinklar.
Flögel war als Nachrücker für Wilhelm Nieberg Mitglied des Niedersächsischen Landtages der 3. Wahlperiode vom 6. November 1957 bis 5. Mai 1959.

## Ehrungen
- 1967: Verdienstkreuz 1. Klasse der Bundesrepublik Deutschland